# 杜和春
杜和春（1550年—？），字體健，號還樸，陝西鞏昌縣隴西縣人，軍籍，明朝政治人物。

## 生平
隆庆元年（1567年）丁卯科陝西鄉試第四十三名。萬曆五年，登進士第三甲第二百二十七名。歷官直隸樂亭縣知縣、涞水县知县。官至刑部四川司主事。

## 家族
曾祖父杜鏓，曾任壽官；祖父杜文清；父親杜心，號静山，敕封文林郎涞水县知县。母霍氏。具慶下。